# Abd al-Malik (gouverneur)
Pour les articles homonymes, voir Abd al-Malik.
Abd al-Malik est un général et vizir d'Abdérame Ier, émir de Cordoue, contribua puissamment à établir ce prince sur le trône en battant ses ennemis ; fut gouverneur de Séville, à partir de 759, puis de Saragosse et de toute l'Espagne orientale, de 772 à 788. Voyant Khosym, un de ses fils, faiblir au moment d'une bataille, il lui perça le cœur de sa lance.
Il a inspiré le personnage de Marsile dans la Chanson de Roland.

## Source
Cet article comprend des extraits du Dictionnaire Bouillet. Il est possible de supprimer cette indication, si le texte reflète le savoir actuel sur ce thème, si les sources sont citées, s'il satisfait aux exigences linguistiques actuelles et s'il ne contient pas de propos qui vont à l'encontre des règles de neutralité de Wikipédia.